# نورمحمد روحانی
مولوی نورمحمد روحانی (پشتو: مولوی نورمحمد روحانی) یک سیاستمدار طالبان افغان است که در حال حاضر از ۷ نوامبر ۲۰۲۱ به عنوان والی ولایت فراه خدمت می‌کند.